# Rahvarinne
Rahvarinne (voluit: Eestimaa Rahvarinne Perestroika Toetuseks, ‘Estlands volksfront voor steun aan de perestrojka’), ook wel het Volksfront voor Estland genoemd, was een beweging binnen Estland die in 1988 begon als een organisatie die steun gaf aan Michail Gorbatsjov en zijn politiek van glasnost en perestrojka, maar zich al snel ontwikkelde tot onafhankelijkheidsbeweging. Nadat Estland in 1991 opnieuw onafhankelijk was geworden, en dus het doel was bereikt, hief de beweging zichzelf in november 1993 op.

## Historische achtergrond
De Esten, een volk dat verwant is aan de Finnen, hebben zich tussen 3000 en 2000 voor Christus in het huidige Estland gevestigd. Het Estisch is een Fins-Oegrische taal, in tegenstelling tot het Lets en het Litouws.
In de dertiende en veertiende eeuw werd Estland veroverd door de Denen en de Duitsers. Tussen ca. 1350 en 1561 was Estland in het bezit van de Duitse Orde. Het noordelijk deel van Estland was in die tijd een aparte provincie onder de naam Estland, het zuidelijk deel maakte deel uit van de provincie Lijfland.
In de jaren na 1560 was het gebied een twistappel tussen Zweden, Polen en het Keizerrijk Rusland. In 1561 werd de provincie Estland Zweeds. Lijfland kwam in 1566 onder het gezag van de Poolse koning en werd in 1629 ook Zweeds. In 1710 beslechtte Rusland het pleit in zijn voordeel. Estland en Lijfland werden Russische goebernija’s.
Na de Eerste Wereldoorlog, in de jaren 1918-1920, vochten de Esten zich vrij. Tussen de twee wereldoorlogen was Estland (dat bestond uit het voormalige gouvernement Estland, het noorden van het voormalige gouvernement Lijfland en kleine stukjes van de gouvernementen Petrograd en Pskov) een onafhankelijke republiek.
Op 23 augustus 1939 sloten nazi-Duitsland en de Sovjet-Unie het Molotov-Ribbentroppact, dat ook wel het Hitler-Stalinpact wordt genoemd. Het gepubliceerde deel leek alleen een niet-aanvalsverdrag, maar in een reeks geheime protocollen verdeelden zij Polen onder elkaar. Ook werd vastgelegd dat de Sovjet-Unie de vrije hand kreeg in Estland, Letland en Litouwen. In juni 1940 werd Estland door Sovjettroepen bezet. Na schijnverkiezingen riep het ‘parlement’ dat daaruit voortkwam de Estische Socialistische Sovjetrepubliek uit en vroeg het lidmaatschap van de Sovjet-Unie aan. Op 6 augustus 1940 werd dat ‘verzoek’ ingewilligd. Volgens de Estische grondwet kon het land helemaal niet op deze manier worden opgeheven.
Met Letland en Litouwen gebeurde hetzelfde.
Afgezien van een kortstondige Duitse bezetting (1941-1944) bleef Estland tot 1991 door de Sovjet-Unie bezet.

## Opkomst van dissidenten
Na het aantreden van Michail Gorbatsjov als secretaris-generaal van de Communistische Partij van de Sovjet-Unie groeiden er in Estland, net als overal in de Sovjet-Unie, spanningen tussen groepen die mee wilden op de weg naar glasnost en perestrojka en groepen die geen afstand konden doen van het rigide communistische systeem. De top van de Estische Communistische Partij onder eerste secretaris Karl Vaino viel onder de tweede categorie. Vaino en de zijnen konden echter niet verhinderen dat er in Estland een milieubeweging ontstond, die zich beriep op de perestrojka. De beweging keerde zich vooral tegen de plannen om fosforiet te gaan winnen bij Kabala, Toolse en Rakvere. Ze vreesde desastreuze gevolgen voor de grondwaterstand. De beweging kreeg haar zin: de plannen voor de winning van fosforiet werden in de ijskast gezet.
In augustus 1987 stichtten kritische Esten de ‘Estische Groep voor Openbaarmaking van het Molotov-Ribbentroppact’ (in het Estisch: ‘Molotov-Ribbentropi Pakti Avalikustamise Eesti Grupp’, afgekort MRP-AEG). De geheime protocollen bij het pact waren in de Sovjet-Unie nooit gepubliceerd, de autoriteiten ontkenden zelfs het bestaan ervan. Volgens de officiële Sovjetgeschiedschrijving waren Estland, Letland en Litouwen in augustus 1940 vrijwillig tot de Sovjet-Unie toegetreden, maar MRP-AEG geloofde dat niet. De organisatie eiste de openbaarmaking van de geheime protocollen en ‘ongedaanmaking van de gevolgen’. Op 23 augustus 1987 hield MRP-AEG een manifestatie in het Hertenpark in Tallinn. De politie greep niet in.
Eind 1987 werd de ‘Estische Vereniging voor Monumentenzorg’ (in het Estisch: ‘Eesti Muinsuskaitse Selts’, afgekort EMS) opgericht. Anders dan de naam doet vermoeden, leverde de vereniging kritiek op de dictatuur in Estland en eiste ze democratische rechten en zelfbeschikking voor het Estische volk. Een demonstratie in Tartu in februari 1988 werd door de politie uit elkaar geslagen.
Begin april 1988 eisten Estische intellectuelen democratische veranderingen en het aftreden van de communistische functionarissen Karl Vaino en Bruno Saul. Uit deze kringen kwam in augustus 1988 een democratische oppositiepartij voort, de ‘Partij voor de nationale onafhankelijkheid van Estland’ (‘Eesti Rahvusliku Sõltumatuse Partei’).

## Oprichting van Rahvarinne

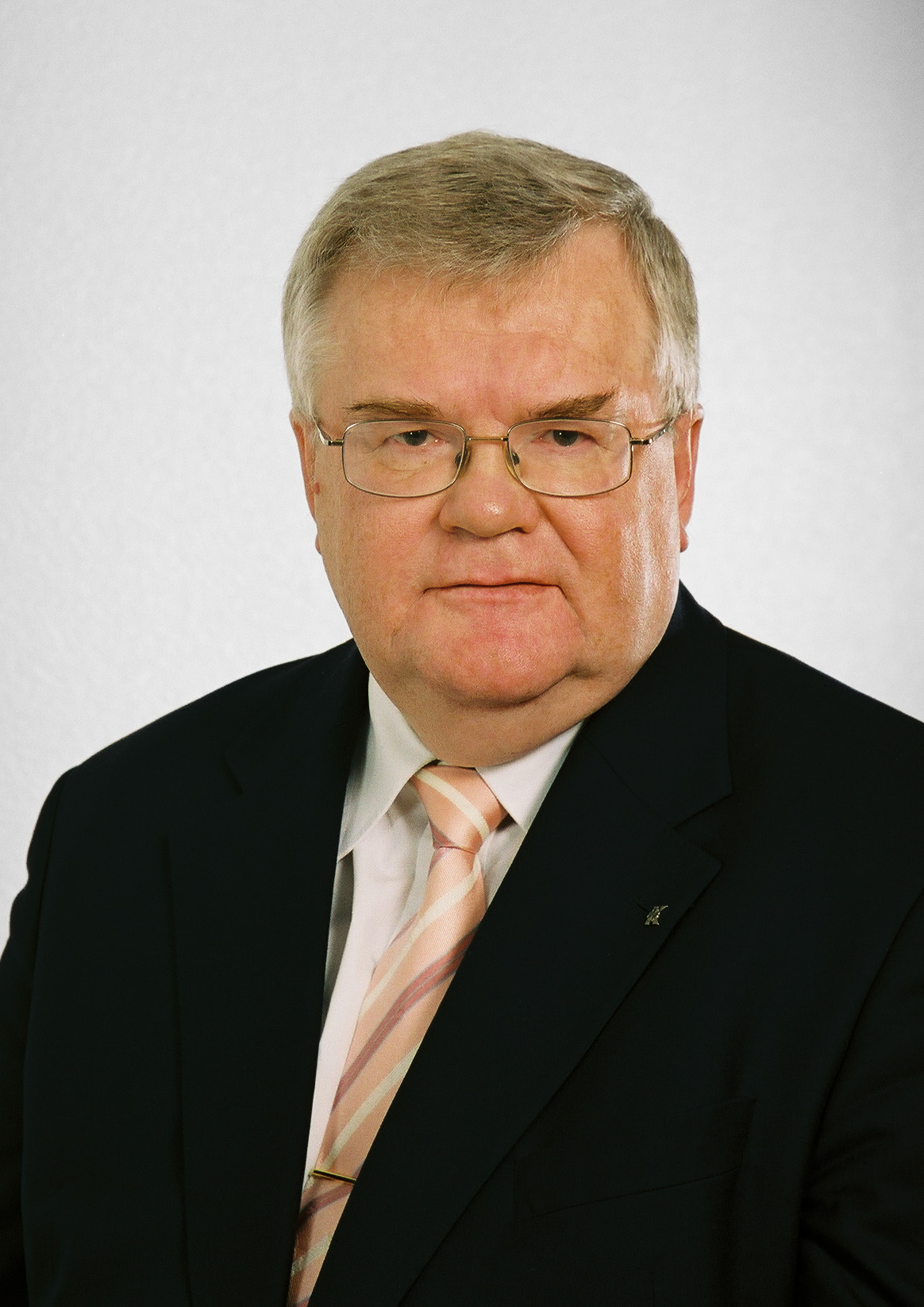
Edgar Savisaar

Medio april 1988 kondigde Edgar Savisaar, een ambtenaar die zich met economische planning bezighield, in een televisie-uitzending de oprichting van een ‘Estlands volksfront voor steun aan de perestrojka’ aan. Doorgaans werd de beweging kortweg ‘Rahvarinne’, ‘Volksfront’ genoemd.
Die aankondiging vond veel weerklank; al vóór de officiële oprichting was Rahvarinne een massabeweging van mensen die democratische hervormingen en losmaking van de band met de Sovjet-Unie eisten. De officiële oprichting vond plaats op 1 en 2 oktober 1988 in het sportcomplex Linnahall in Tallinn. Bekende leiders waren, naast Edgar Savisaar, Viktor Palm en Marju Lauristin. Rahvarinne zocht al snel contact met gelijkgezinde bewegingen in Letland (het ‘Latvijas Tautas Fronte’, ofwel het ‘Volksfront voor Letland’) en Litouwen (Sąjūdis).
Al bij de oprichting was het doel ‘steun aan de perestrojka’ op de achtergrond geraakt en had Rahvarinne zich ontpopt als onafhankelijkheidsbeweging. Er was hooguit discussie over het tempo waarmee die onafhankelijkheid moest worden bereikt.

## De Zingende Revolutie

De vlag van Estland

Rahvarinne daagde van het begin af aan openlijk de Sovjetautoriteiten uit. Al in april 1988 demonstreerden aanhangers met de verboden blauw-zwart-witte vlag uit de tijd van de onafhankelijkheid.
In juni 1988 trad eerste secretaris Karl Vaino onder druk van Gorbatsjov af. Zijn opvolger Vaino Väljas stond bekend als aanhanger van Gorbatsjov, maar hij bleek niet ongevoelig te zijn voor de ideeën van Rahvarinne, die bij Gorbatsjov beslist niet op sympathie konden rekenen.
Op 17 juni 1988 organiseerde Rahvarinne in het stadion in Tallinn waar altijd het vijfjaarlijkse Estische zangfeest wordt gehouden, een massademonstratie met 150.000 deelnemers. Ze zongen patriottische liederen, waaronder het vroegere Estische volkslied Mu isamaa, mu õnn ja rõõm, en zwaaiden met de blauw-zwart-witte vlag. Op 11 september 1988 volgde een soortgelijke manifestatie onder de naam ‘Eesti Laul’ (‘Het Estische Lied’). Deze maal deden 300.000 mensen mee, een kwart van de bevolking van Estland.
In Letland en Litouwen waren soortgelijke manifestaties, waar steevast ook gezongen werd. Vandaar dat de reeks manifestaties en acties die uiteindelijk hebben geresulteerd in herstel van de onafhankelijkheid van de Baltische landen, bekendstaat onder de naam Zingende revolutie.

## Communistische tegenbewegingen
In de tweede helft van 1988 ontstonden ook twee tegenbewegingen van orthodoxe communisten: de Interliikumine (voluit: ‘Eesti NSV Töötajate Internatsionaale Liikumine’, ‘Internationale Beweging van de Arbeiders van de Estische SSR’), die ook wel Interfront werd genoemd, en de TKÜN (voluit: ‘Töökollektiivide Ühendnõukogu’, ‘Gemeenschappelijke Sovjet van de Arbeidscollectieven’). Beide organisaties, die overigens voornamelijk uit etnische Russen bestonden, wilden de Sovjet-Unie in haar bestaande vorm handhaven en keerden zich tegen het ‘Estische nationalisme’ van Rahvarinne.
De Estische Communistische Partij raakte steeds verder verdeeld over de vraag hoe het verder moest met Estland en de Sovjet-Unie. Een deel wilde met Rahvarinne mee op de weg naar onafhankelijkheid, een ander deel wilde de status quo handhaven. Een meerderheid van de partij sprak zich uit voor een ‘federatieverdrag’ tussen Estland en de Sovjet-Unie, maar daar zag noch Rahvarinne, noch Gorbatsjov iets in. In augustus 1988 publiceerde Rahva Hääl, het orgaan van de partij, de tekst van de geheime protocollen bij het Molotov-Ribbentroppact. Het was de eerste publicatie van die tekst binnen de Sovjet-Unie.

## Losmaking van de Sovjet-Unie

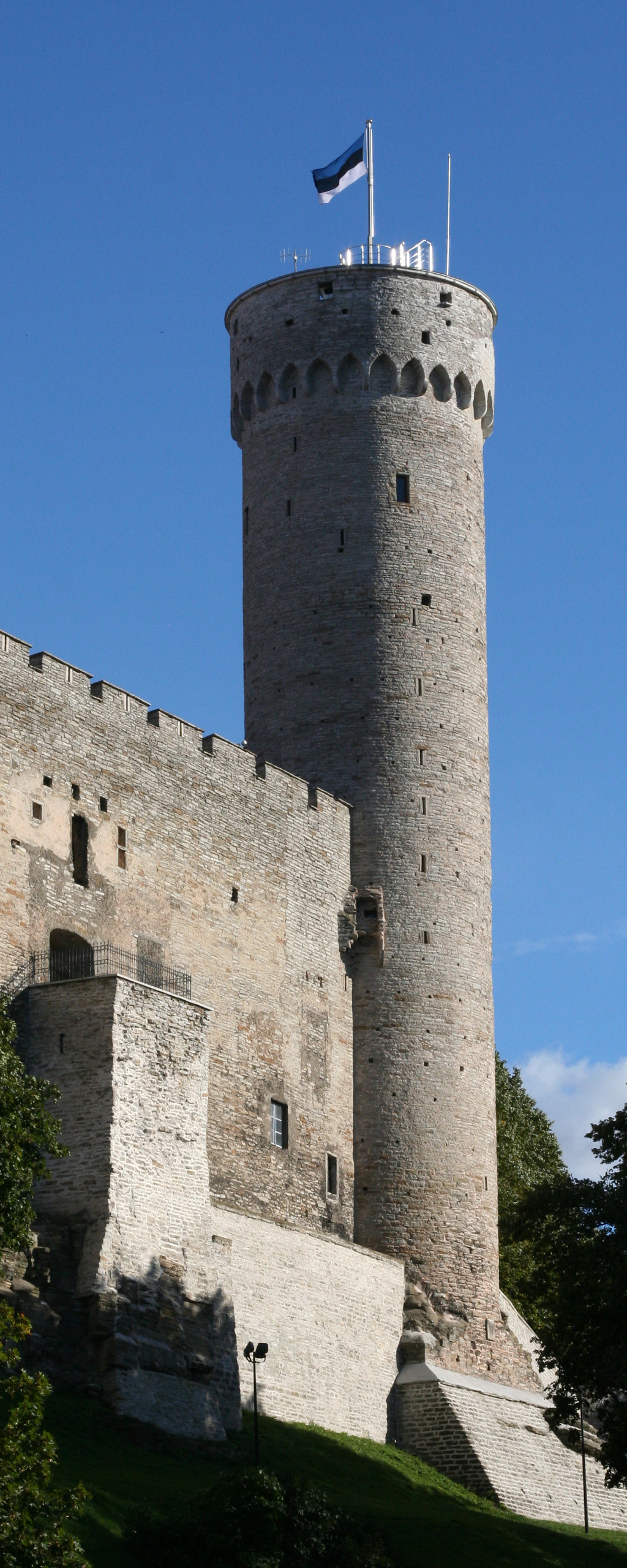
De vlag van Estland op de Lange Herman

Op 16 november 1988 verklaarde de Opperste Sovjet van de Sovjetrepubliek Estland met maar één tegenstem dat Estland een soeverein land was. Wetten die in Estland werden uitgevaardigd, zouden voortaan voorrang krijgen boven wetgeving die door de Sovjet-Unie werd opgelegd. De betrekkingen tussen Estland en de Sovjet-Unie moesten door een internationaal verdrag worden geregeld. Moskou weigerde medewerking te verlenen aan de uitvoering van deze resolutie.
In januari 1989 besloot de Opperste Sovjet het Estisch tot officiële taal van het land te verklaren. 24 februari, de officiële onafhankelijkheidsdag uit de jaren 1918-1940, zou voortaan weer als onafhankelijkheidsdag gelden. Op 23 februari werd de vlag van de Estische Sovjetrepubliek op de toren Lange Herman in Tallinn gestreken en op 24 februari kwam de blauw-zwart-witte vlag daarvoor in de plaats.

## De Baltische Weg

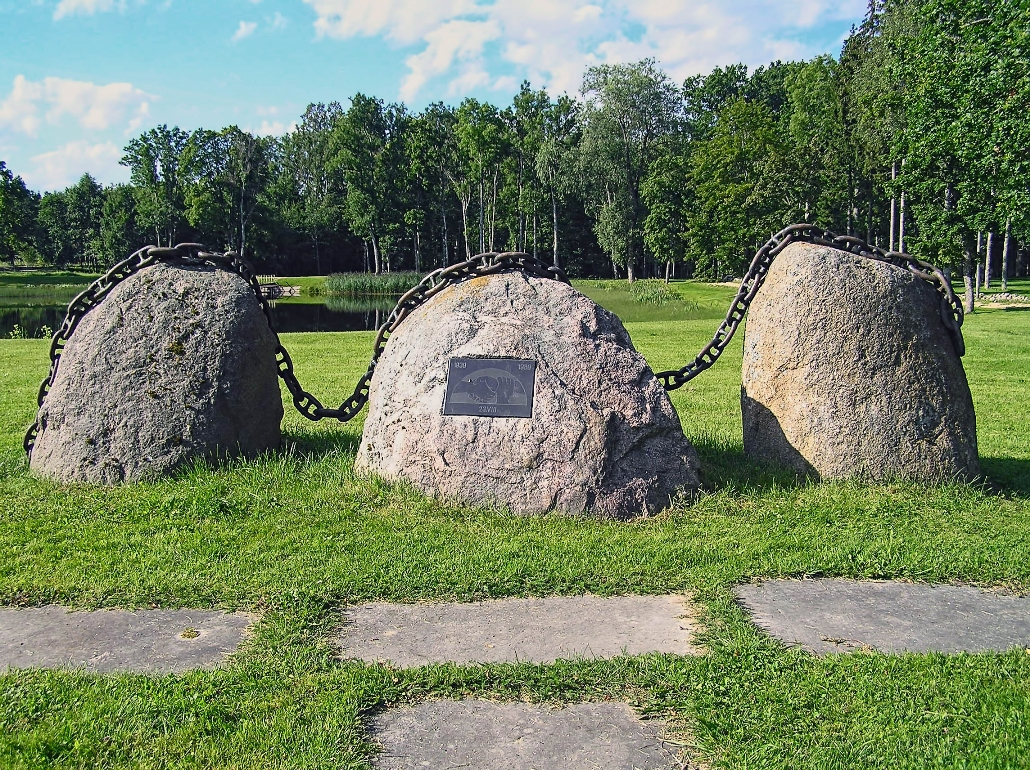
Monument voor de Baltische weg in Käru, Estland

Op 23 augustus 1989, de vijftigste verjaardag van het Hitler-Stalinpact, vormden ongeveer twee miljoen mensen (een kwart van de bevolking van de Baltische landen) een menselijke keten van Tallinn via Riga naar Vilnius, een afstand van ca. 600 kilometer. Op deze manier vroegen ze aandacht voor het lot van de Baltische volkeren sinds de annexatie door de Sovjet-Unie en betoogden ze vreedzaam voor herstel van de onafhankelijkheid. De organisatie van deze Baltische Weg (ook wel Baltische Keten, in het Estisch: ‘Balti kett’, genoemd), was in handen van Rahvarinne, samen met de zusterorganisaties in Letland en Litouwen: het Latvijas Tautas Fronte en Sąjūdis. De Baltische Weg was de grootste menselijke keten uit de geschiedenis, zowel wat lengte als wat aantal deelnemers betreft.

## Democratische verkiezingen
Op 24 februari 1990 hield een ‘Comité van Estische Burgers’, een van de vele oppositiebewegingen die in deze jaren opkwamen en weer verdwenen, verkiezingen voor een Estisch Congres (‘Eesti Kongress’), die gesteund werden door alle oppositionele bewegingen in het land en een aantal in de oorlogsjaren uitgeweken Esten in het buitenland met hun nakomelingen. Het congres koos een uitvoerend orgaan van 78 mensen, het Estisch Comité (‘Eesti Komitee’) onder voorzitterschap van Tunne Kelam, een van de leiders van de ‘Partij voor de nationale onafhankelijkheid van Estland’.
In maart van dat jaar leidde de Twintigste Partijdag van de Estische Communistische Partij tot een splitsing tussen de hervormingsgezinden en de Moskougetrouwen. Eerste secretaris Vaino Väljas ging met de hervormingsgezinden mee.
Nog in dezelfde maand, op 18 maart 1990, vonden de eerste vrije verkiezingen voor de Opperste Sovjet van Estland plaats. Het waren tevens de eerste vrije parlementsverkiezingen in Estland sinds 1932. De kandidaten van Rahvarinne behaalden 24 procent van de stemmen en 45 afgevaardigden. Daarmee waren ze de grootste partij. Hun leider Edgar Savisaar werd tot minister-president gekozen. Op 30 maart nam het nieuwverkozen parlement een plan voor een overgangsfase aan, die moest eindigen met herstel van de onafhankelijkheid. In mei werd de Estische Socialistische Sovjetrepubliek officieel herdoopt tot de Republiek Estland en werden de vlag en het wapen van de ESSR verboden. De wetgeving van de Sovjet-Unie werd ongeldig verklaard.

## Herstel van de onafhankelijkheid
Verdere ontwikkelingen werden echter nogal vertraagd doordat het parlement en het Estische Congres het nogal eens oneens waren. Estland kwam verder onder druk te staan door een communistische demonstratie in Tallinn op 15 mei 1990. Opgehitst door sprekers van Interliikumine deden rond 2000 mensen, bijna allemaal Russen, een poging om het regeringsgebouw te bestormen. Premier Savisaar deed via de radio een noodoproep en circa 6000 Esten haastten zich naar het belegerde gebouw om het te ontzetten. De Russen kregen een vrije aftocht. Moskou dreigde met een economische blokkade van Estland en overwoog het uitroepen van de noodtoestand. Anders dan in Letland en Litouwen werden die dreigementen echter niet uitgevoerd. In die landen probeerde de Sovjet-Unie de onafhankelijkheidsbewegingen met geweld de kop in te drukken, ten koste van mensenlevens. Estland bleef van geweld verschoond.
In maart 1991 hield de Estische regering een referendum over herstel van de onafhankelijkheid. 77,8 procent van de kiezers stemde voor. Een derde van de etnische Russen stemde ook voor onafhankelijkheid.
In augustus 1991 werd Michail Gorbatsjov afgezet door hoge militairen van het Rode Leger, die de Sovjet-Unie voor de ondergang wilden behoeden. Het Estische parlement reageerde op 20 augustus 1991 met een verklaring dat nu de onafhankelijkheid was hersteld. Alle landen werden opgeroepen Estland volkenrechtelijk te erkennen. IJsland was op 22 augustus de eerste, gevolgd door Rusland (dat zich een jaar eerder soeverein had verklaard, los van de Sovjet-Unie, en zich nu tegen de coupplegers keerde) en Hongarije. De Moskouse coup mislukte en op 6 september erkende ook de Sovjet-Unie Estland als onafhankelijke staat. Op 17 september 1991 werden Estland, Letland en Litouwen in de Verenigde Naties opgenomen.

## Rahvarinne na de onafhankelijkheid

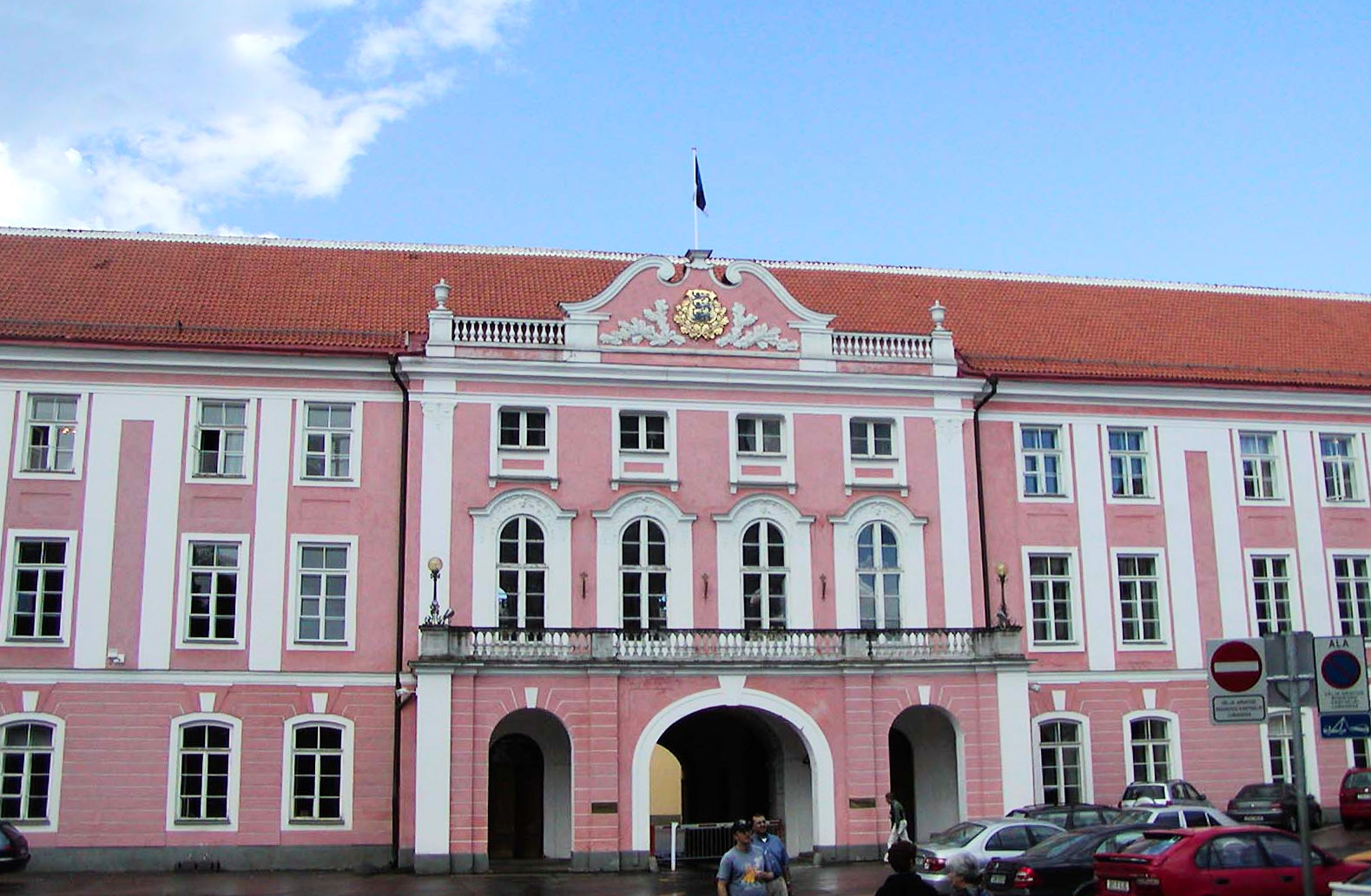
Het parlementsgebouw in Tallinn

Nu Estland opnieuw een onafhankelijk land en een rechtsstaat was geworden, was Rahvarinne niet meer nodig. De leden gingen naar de verschillende politieke partijen die waren of werden opgericht, of stopten met politiek actief te zijn. Op 12 oktober 1991 werd bijvoorbeeld Rahva-Keskerakond (de ‘Volkscentrumpartij’) opgericht, die later werd herdoopt in Eesti Keskerakond (‘Estische Centrumpartij’) met als voorzitter Edgar Savisaar. De partij van Tunne Kelam fuseerde met een andere partij tot Isamaaliit (de ‘Vaderlandunie’), ook wel Pro Patria genoemd. Vaino Väljas richtte een links-socialistische partij op, maar had daarmee, in tegenstelling tot Eesti Keskerakond en Isamaaliit, weinig succes.
Een belangrijke zaak die nog in 1991 geregeld werd, was het Estische staatsburgerschap. Tijdens de Sovjetbezetting hadden zich grote aantallen niet-Esten in Estland gevestigd, de meesten van hen etnische Russen. Ter vergelijking: in 1934 was 8% van de Estische bevolking Russischtalig, in 1989 30%. Veel nieuwkomers spraken geen Estisch en wilden het ook niet leren. Overigens verbiedt artikel 49 van de Vierde Geneefse Conventie het overbrengen van de eigen bevolking naar een bezet gebied. Er gingen dan ook stemmen op om ze allemaal maar terug te sturen.
Estland koos een andere weg. Iedereen die vóór de Sovjetbezetting inwoner van Estland was geweest of afstamde van een inwoner, had automatisch recht op het Estische staatsburgerschap, ongeacht de taal die hij sprak. Mensen die na 1940 naar Estland waren gekomen en hun nakomelingen mochten (en mogen) staatsburger worden, mits ze aan een aantal eisen voldeden: elementaire kennis van de Estische taal en de Estische geschiedenis en een belofte van trouw aan hun nieuwe land. Inwoners zonder de Estische nationaliteit mogen niet stemmen bij de landelijke, maar wel bij de plaatselijke verkiezingen (net als in Nederland en België).
In september 1992 vonden de eerste parlementsverkiezingen na het herstel van de onafhankelijkheid plaats. Het nieuwe parlement, van 101 zetels, kreeg de naam Riigikogu. Zo heette het vooroorlogse parlement ook.
Op 13 november 1993 werd Rahvarinne officieel opgeheven.